# Bongo Fury
Bongo Fury är ett musikalbum av Frank Zappa och Captain Beefheart. Albumet spelades in live i Austin, Texas, vid konserter den 20 och 21 maj 1975, utom 200 Years Old och Cucamonga, som är inspelade i studio. Detta album präglas i huvudsak av ett tungt rock-blues-beat och är relativt fritt från experimenterande. Låtarna Poofter's Froth Wyoming Plans Ahead och 200 Years Old är satiriska över det firande av USA:s 200-årsjubileum som präglade året 1975.

## Låtlista
Sida ett
1. Debra Kadabra 3:54
2. Carolina Hard-Core Ecstasy 6:02
3. Sam With The Showing Scalp Flat Top 2:50
4. Poofter's Froth Wyoming Plans Ahead 3:06
5. 200 Years Old 4:34

Sida två
1. Cucamonga 2:24
2. Advance Romance 11.20
3. Man With The Woman Head 1:29
4. Muffin Man 5:37

Deltagande musiker:
- Frank Zappa - gitarr, sång
- Captain Beefheart - sång, munspel
- George Duke, klaviatur, sång
- Napoleon Murphy Brock - saxofon, sång
- Bruce Fowler - trombon
- Tom Fowler - bas
- Denny Walley - gitarr, sång
- Terry Bozzio - trummor
- Chester Thompson - trummor (på 200 Years Old och Cucamonga).